# Dark Warrior
 Dark Warrior (魔宮戦場, Makyū Senjō) est une série de films d'animation OAV, sorti en 1991 au Japon. Il s’agit d’une adaptation du manga éponyme de Sho Takeshima, publié par Kadokawa Shoten entre 1986 et 1988. Dans un univers mélangeant science-fiction, horreur et action, il traite de la menace des manipulations génétiques et du clonage humain sur la société.

## Synopsis
Dans la Silicon Valley, Joe Takagami mène une vie sans problème de jeune génie informatique millionnaire jusqu’au jour ou il découvre que son dossier est considéré top-secret par les agences américaines. Pris de panique, il se trouve chassé sans pitié par des soldats génétiquement modifiés qui cherche à la capturer mais qu’il parvient à éliminer alors qu’il se transforme de manière incontrôlée en un être à la force physique effrayante. Partant à la recherche de ses origines, Il découvre que son passé a été construit de toutes pièces et qu’il est lui-même un prototype modifié génétiquement, créé par la puissant corporation de David Rockford qui souhaite remplacer l’humanité par une race supérieure. Alors que Rockford envoie ses sbires pour capturer Joe, celui-ci n’a qu’un but, anéantir Rockford.

## Épisodes
- 1. Dark Warrior: First strike (魔宮戦場 (Makyū Senjō?))
- 2. Dark Warrior: Jihad (魔宮戦場2 (Makyū Senjō 2?))

## Fiche technique
- Titre : Dark Warrior
- Réalisation : Masahisa Ishida
- Scénario :  Yū Yamamoto, auteur original  Sho Takeshima
- Character design : Kenichi Ohnuki
- Musique : Teruo Takahama
- Pays d'origine :  Japon
- Année de production : 1991
- Genre : science-fiction, gore, action
- Durée : 2 x 50 minutes
- Dates de sortie française : n/a
- Autres sorties :  Royaume-Uni (VHS, Manga Entertainment,1997) ; Amérique du Nord (A.D. Vision, 1998)

## Commentaires
Cette série a beaucoup de similitudes avec le film Baoh le visiteur de par son atmosphère et son scénario. Plusieurs thèmes comme les manipulations génétiques et les cyborgs sont abordés.